# معاون صدراعظم آلمان
قائم مقام صدراعظم فدرال (آلمانی: Stellvertreter des Bundeskanzlers)، که معمولاً به عنوان معاون صدراعظم (Vizekanzler) شناخته می‌شود، دومین عضو عالی‌رتبه کابینه آلمان است. صدراعظم رئیس حکومت است و طبق قانون اساسی این عنوان قائم مقام را به یکی از وزرای فدرال می‌دهد. معمول است که این عنوان به وزیر عمده ای اعطا می‌شود که از شریک (کوچکتر) ائتلاف است.